# Robertgurneya ecaudata
Robertgurneya ecaudata är en kräftdjursart som först beskrevs av Albert Monard.  Robertgurneya ecaudata ingår i släktet Robertgurneya och familjen Diosaccidae. Inga underarter finns listade i Catalogue of Life.